# Canaima nationalpark
Canaima nationalpark (spansk: Parque Nacional Canaima) er beliggende i Gran Sabana, i staten Bolívar i den sydøstlige del af Venezuela. I syd grænser nationalparken op til Brasilien og Guyana.
Nationalparken blev grundlagt den 12. juni 1962 og dækkede på det tidspunkt et areal på 10.000 km². I 1975 blev parken udvidet til et samlet areal på 30.000 km², hvilket gør den til Venezuelas næststørste nationalpark og den sjette største i verden. I 1994 blev Canaima nationalpark optaget på UNESCOs Verdensarvsliste.
Omkring 65% af parken består af specielle klippeformationer, også kaldet Tepuier, som er millioner af år gamle klipper, der er plateauer med lodrette vægge og næsten flade toppe. Bjergene udgør unikke biologiske miljøer og er også af stor geologisk interesse. Deres stejle klipper og vandfald, herunder Salto del Angel, der er det højeste vandfald i verden med det fald 979 meter, skaber spektakulære landskaber.
Det mest berømte tepuis i nationalparken er Monte Roraima, hvorimod det højeste og nemmeste at bestige er Auyantepui, som også er stedet for Salto del Angel.